# وولزاینگتون
وولزاینگتون (به انگلیسی: Woolsington) یک روستا و محله مدنی در بریتانیا است که در Newcastle upon Tyne واقع شده‌است. وولزاینگتون ۱۱٬۱۶۰ نفر جمعیت دارد.